# Botryonopa concinna
Botryonopa concinna is een keversoort uit de familie bladkevers (Chrysomelidae). De wetenschappelijke naam van de soort werd in 1901 gepubliceerd door Raffaello Gestro.